# Monasterio de Gregorio
Monasterio de Gregorio (griego: Μονή Γρηγορίου) es un monasterio ortodoxo del Monte Athos, Grecia. Es el decimoséptimo monasterio de la jerarquía de los monasterios de la Montaña Sagrada. Está situado en la costa sudeste entre los monasterios de Dionisio y San Pablo. 
Fue fundado en el siglo XIV. Está dedicado a San Nicolás, que se celebra el 6 de diciembre según el calendario gregoriano (el 19 de diciembre según el calendario juliano). La biblioteca contiene 279 manuscritos (de los cuales 11 son en pergamino) y, en torno a 6000 libros impresos. En el monasterio viven unos 70 monjes. Además de los monjes, en el monasterio viven drogadictos en programas de desintoxicación.